# Albert Borràs i González
Albert Borràs i González   (Igualada, 7 de juliol de 1975 - 27 de febrer de 2024) va ser un físic i meteoròleg català.
Llicenciat en Ciències Físiques per la Universitat de Barcelona l'any 2000, i graduat en Meteorologia i Climatologia el 2003, va exercir la docència i va col·laborar fent informació meteorològica en diferents mitjans de comunicació a partir del 2003. Borràs havia estat professor de l'Escola Pia d’Igualada i meteoròleg de Ràdio Igualada.
L'any 2008 es va convertir en el director de l'Observatori Meteorològic i Astronòmic de Pujalt, creat el 2003, un càrrec que ocupà fins al final dels seus dies.